# Streptomyces cinerochromogenes
Streptomyces cinerochromogenesはストレプトマイセス属の一種で、日本の東京の多磨霊園の土壌から分離された。Streptomyces cinerochromogenesは、シネロマイシンAとシネロマイシンBを産生する。

## 関連記事
- List of Streptomyces species